# توبی
توبی (انگلیسی: Tobii) شرکت فناوری اطلاعات سوئدی است، که در سال ۲۰۰۱ تأسیس شد.